# Bataille de Wadi al-Khazandar
Pour les articles homonymes, voir Bataille de Homs.
Invasions mongoles en Syrie
La bataille de Wadi al-Khazandar, aussi appelée troisième bataille de Homs, est une bataille opposant les Mamelouks aux Mongols les 22 et 23 décembre 1299.

## Prémices
En 1260, Hülegü avait envahi le Moyen-Orient et ouvert la route vers l’Égypte mamelouke. La mort de Möngke le rappelle alors en Mongolie, accompagné de la majeure partie de son armée, ne laissat derrière lui qu’un faible contingent de 20 000 hommes. Cette armée est battue à la bataille d'Aïn Djalout puis à Homs, et les mongols doivent se retirer au-delà de l’Euphrate. Plus tard, Hülegü ne peut pas reprendre sa campagne en Syrie car il doit se battre dans le Caucase.
En 1281, Mangou Temur, frère de l’il-khan Abaqa, se heurte aux Mamelouks dirigés par le sultan Qala'ûn. Il prend la fuite et la défaite mongole du 30 octobre 1281 est totale.

### La campagne de Ghazan en Syrie

Trajet des campagnes mongoles de 1300 à 1303. Emplacement de la bataille de Wadi al-Khazandar (Homs). Emplacement de la bataille de (bataille de Marj as-Suffar en 1303, victoire des Mamelouks).

En 1299,  Ghazan entre en Syrie avec 60 000 hommes. Il attaque les Mamelouks qui avaient pourtant favorablement réagi à sa conversion à l’islam. Ghazan occupe Alep le 12 décembre 1299, mais ne conquiert pas la citadelle. Le 20 décembre, il passe près de Hama sans assiéger la ville et pose son camp près de Salamiya. Beaucoup de Mamelouks contestent les décisions militaires de leurs supérieurs si bien qu'une partie des troupes se mutine contre An-Nâsir Muhammad à cause de la  destitution de Kitbugha par Lajin (en1297) et de l’exécution de leurs chefs par ce dernier, qui règne de 1297 à 1299, et qui vient de laisser la place à An-Nâsir. Les insurgés tentent une révolution pour remettre Kitbugha sur le trône. Une explication calme les esprits, car tous ressentent la nécessité de s’unir contre l’ennemi commun. Une cinquantaine d’insurgés sont pendus dès le lendemain. Le 3 décembre, An-Nâsir Muhammad est à Damas où il apprend l’arrivée de Mahmoud Ghazan Khan avec une armée formidable. Il fait une distribution d’argent aux cavaliers qui ne l’emploient pas à l’achat de ce dont ils avaient besoin. Les mamelouks sont découragés et ils ont le pressentiment de la défaite car ils voient les habitants de la Syrie qui émigrent à l’approche des Mongols.

## La bataille
Du côté mongol, la situation est difficile. Les troupes sont épuisées, et de nombreux chevaux ne sont plus en état de servir. Ghazan ordonne alors à toute l’armée de se préparer à combattre à pied, permettant ainsi aux Mongols d’être plus efficaces avec leurs arcs face aux charges des Mamelouks. Ghazan quitte Salamiya et s’arrête à une journée de marche de l’armée égyptienne. Le 23 décembre, arrivé près de la rivière, Ghazan fait reposer ses troupes. La cavalerie met pied à terre, certains retirent leur armure, d’autres soignent leur monture, mais on annonce l’approche de l’ennemi. Ghazan, qui n’a que le centre de son armée à côté de lui, met les troupes en ordre de bataille. Néanmoins, il pense que la bataille ne va pas s’engager tout de suite car les mamelouks sont postés sur l’emplacement des deux victoires précédentes près du mausolée de Khalid ibn al-Walid. Ghazan donne l’ordre de détacher 10 000 hommes pour contourner l’aile droite des armées mameloukes. Les égyptiens croient pouvoir profiter de ce départ pour attaquer et marchent vers l’armée mongole qu’ils trouvent rangée en ordre de bataille près du lieu nommé Wadi al-Khazandar. L’armée mamelouke compte plus de vingt mille cavaliers et le sultan se tient à l’écart pour assister à la bataille. Vers onze heures, l’armée égyptienne passe à l’attaque malgré la fatigue de ses chevaux. Ils chargent, mais les mongols ne bougent pas. La charge est plus longue que prévu et les chevaux sont à bout de souffle lorsqu’ils atteignent les rangs mongols. Ghazan donne l’ordre aux cavaliers de mettre pied à terre et de se servir des chevaux pour se protéger. Les timbales de l’aile droite mongole commandée par Qutlugh Châh sonnent la charge. Ce dernier donne l’ordre aux cavaliers de mettre pied à terre, puis se ravise et leur demande de se remettre en selle. Les Mamelouks chargent en masse et l’aile droite mongole est enfoncée, les pertes sont d’environ 5 000 hommes. Qutlugh Châh accompagné des rescapés va rejoindre Ghazan au centre, qui décide de faire avancer son aile gauche. 10 000 archers fantassins marchent en tête, et leurs flèches font des ravages dans les rangs d’un corps arabe qui était à l’avant de l’aile droite égyptienne. Ils sont les premiers à fuir, suivis par les troupes d’Alep et de Hama et bientôt par toute l’aile droite mamelouke. Lorsque l’aile gauche mamelouke revient de sa poursuite de l’aile gauche mongole, elle ne trouve plus l’armée mamelouke. Le combat a duré quatre heures. Ghazan, victorieux, s’avance jusqu’à un farsakh (environ 5 km) de Homs. Au coucher du soleil, il ordonne de cesser d'achever les blessés. Il est probable que s'il avait voulu poursuivre les fuyards, il n’y aurait guère eu de survivants. Un corps de bédouins apparaît du côté du désert et semble vouloir prendre Ghazan à revers. Le commandant de l’arrière garde mongole, forte de 5 000 hommes, les met en fuite.

## Après la bataille
Une armée de renforts forte de 5 000 hommes venant d’Anatolie arrive avec le roi de Cilicie Héthoum II qui a retrouvé la vue après avoir été aveuglé lors de sa captivité. Le sultan An-Nâsir Muhammad arrive dans Homs au coucher du soleil et voit les habitants le supplier de les aider. Il leur répond de se sauver comme ils le pourront. Il repart ensuite vers Le Caire, et le gouverneur de Homs vient apporter à Ghazan les clefs de la ville qui renferme les trésors du sultan. Il distribue ces richesses à ses officiers et revêt plusieurs robes royales. Il passe deux jours à Homs et se dirige ensuite vers Damas.
En janvier 1300, Damas se rend à Ghazan sans combat. Le 4 février, Ghazan, ayant reçu le tribut des villes conquises, repart vers ses états et franchit l’Euphrate le 16 février.